# Euphrasia antarctica
Euphrasia antarctica är en snyltrotsväxtart som beskrevs av George Bentham. Euphrasia antarctica ingår i släktet ögontröster, och familjen snyltrotsväxter. Inga underarter finns listade i Catalogue of Life.